# Mistrz Legendy św. Marii Magdaleny
Mistrz Legendy św. Marii Magdaleny – flamandzki malarz czynny w Brukseli w latach 1480–1527.

## Życie i działalność artystyczna
Przydomek anonimowy artysta otrzymał od zespołu ołtarzowego, tematem którego było życie Marii Magdaleny. Nadał mu je niemiecki historyk sztuki Max Jakob Friedländer. Prawdopodobnie posiadał dużą pracownię malarską w Brukseli. Malował liczne portrety oraz przedstawienia Madonny z Dzieciątkiem wzorowane na twórczości Roberta Campina, Rogiera van der Weydena oraz Bernarda van Orley. Z tym ostatnim był zatrudniony na dworze Małgorzaty Habsburskiej. We wcześniejszych latach był identyfikowany z Bernaertem van der Stockt, synem malarza Vrancke lub, jak sugeruje Max Jakob Friedländer, z Pieterem van Coninxloo, malarzem nadwornym Filipa Pięknego w Brukseli.

## Przypisywane atrybucje

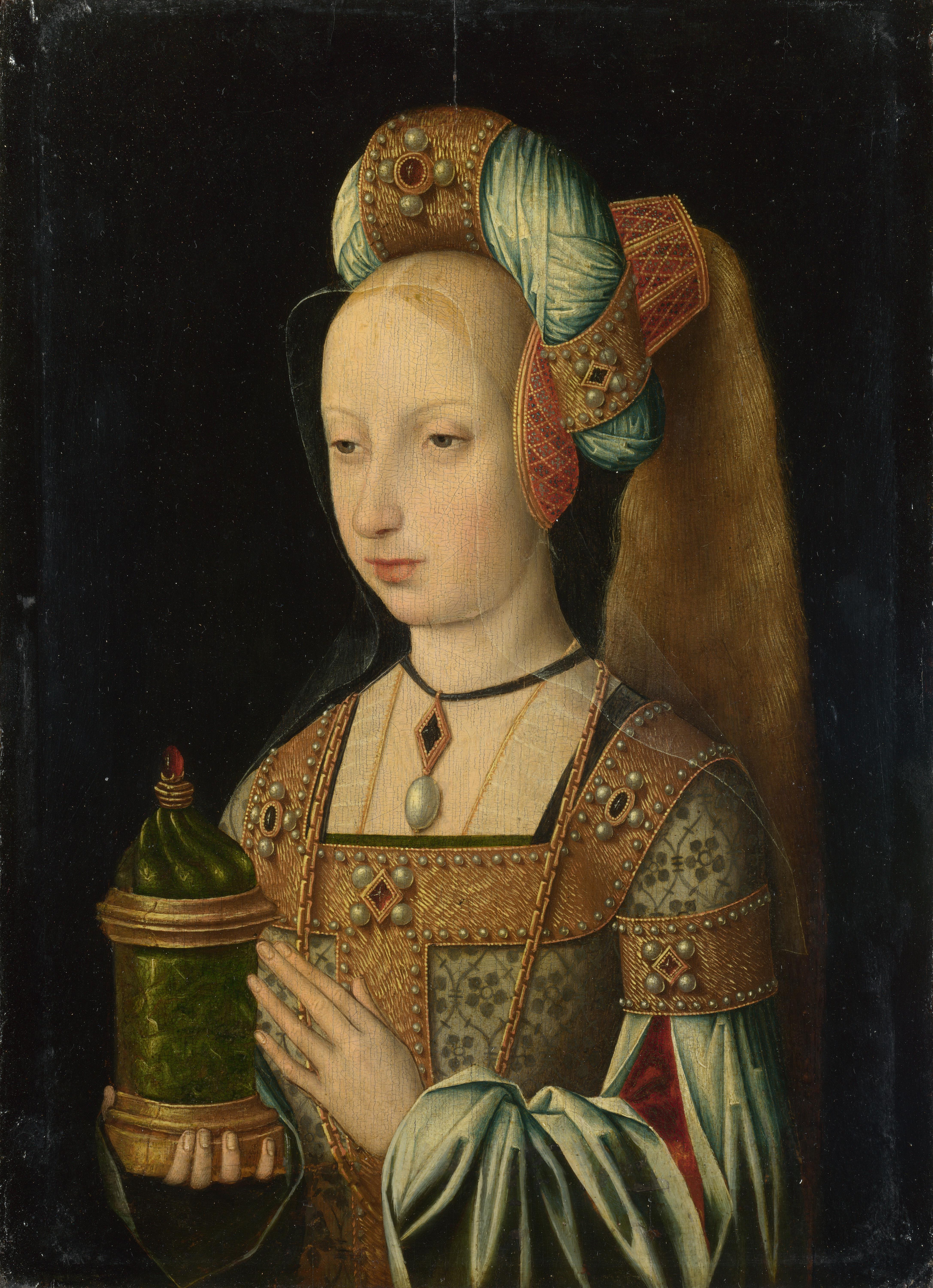
Maria Magdalena, Fogg Art Museum

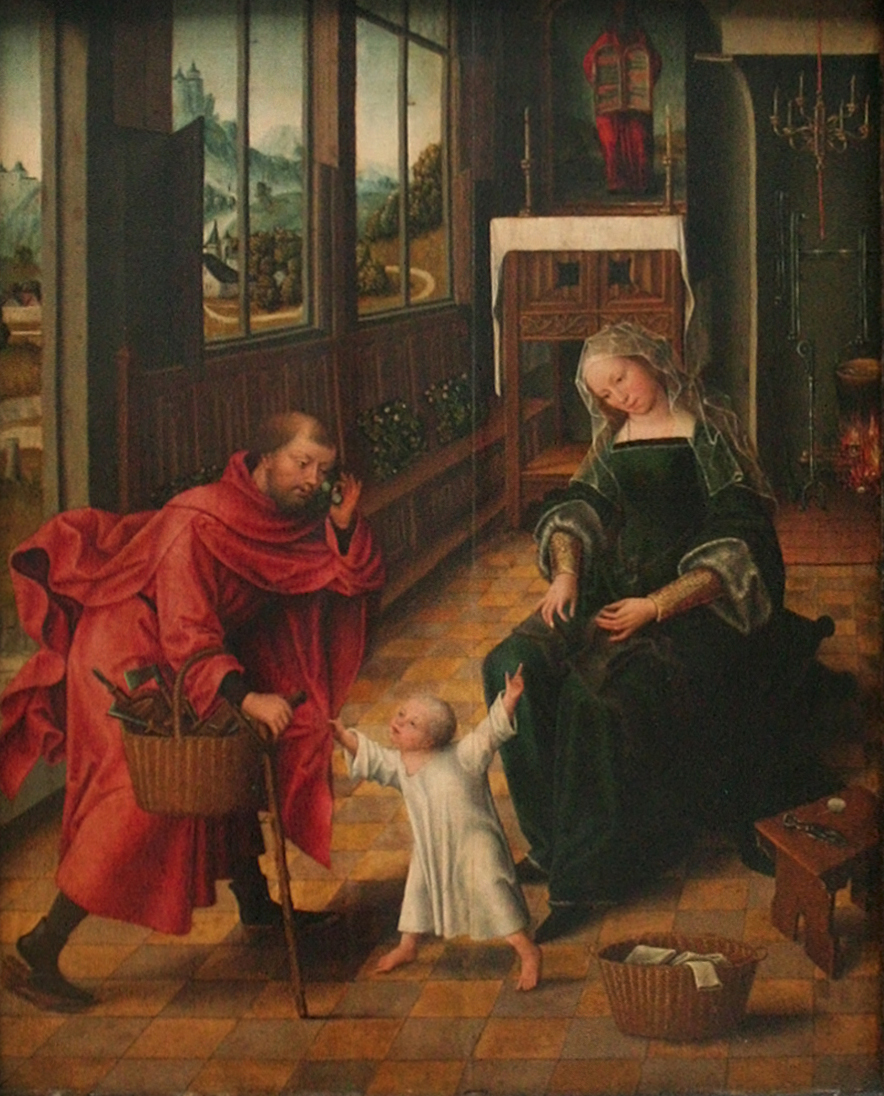
Święta rodzina, Królewskie Muzeum Sztuk Pięknych

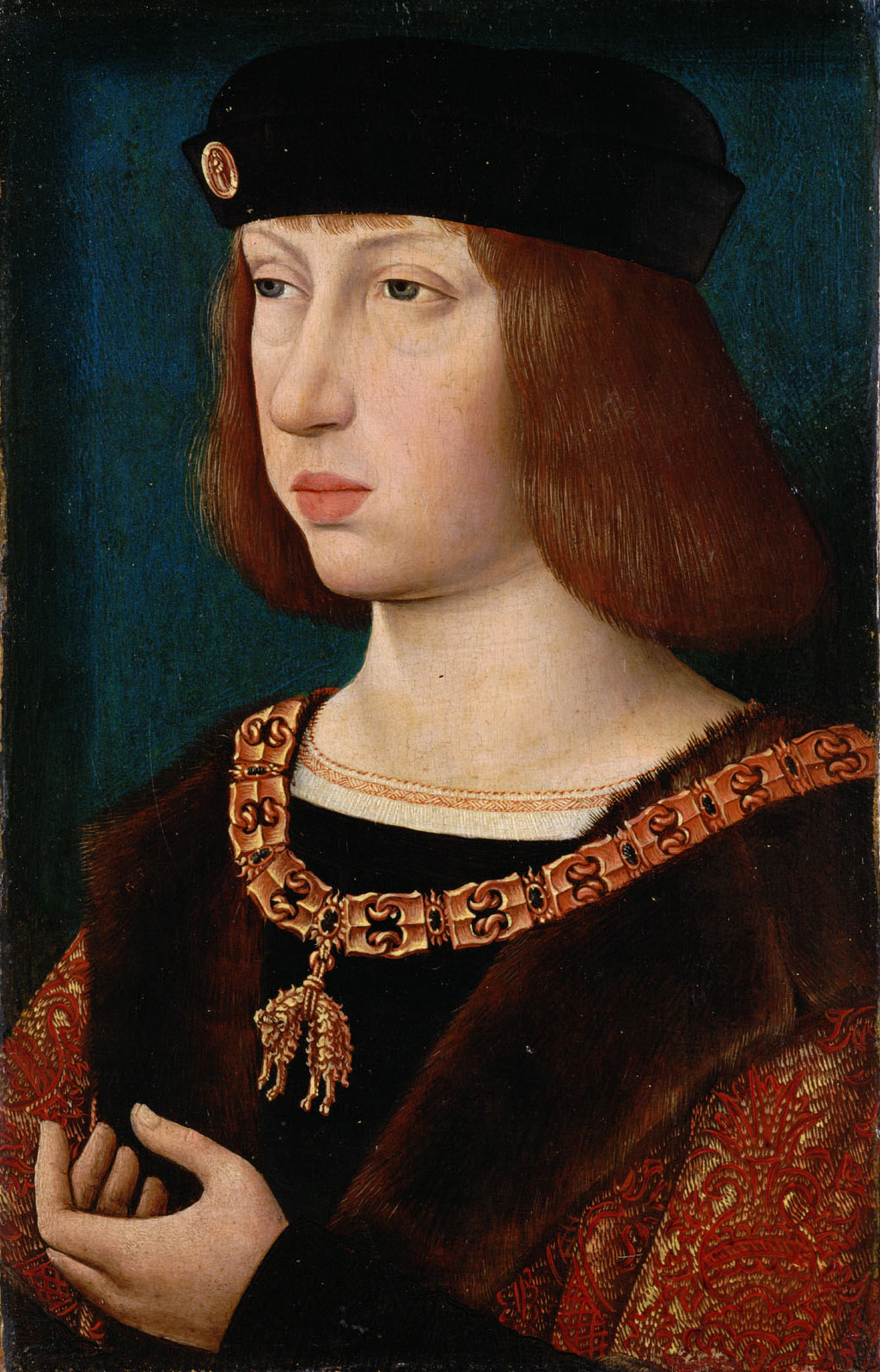
Portret Filipa Pięknego, Muzeum Historii Sztuki w Wiedniu